# Impact (lettertype)
Impact is een lettertype dat wordt meegeleverd met onder andere enkele uitgaven van Microsoft Windows (98, 2000, Me), en Microsoft Office XP.
Het lettertype kenmerkt zich door dikke schreefloze letters, waardoor het niet erg leesbaar is voor lopende tekst. Het kan wel goed gebruikt worden voor opvallende koppen. Het is vergelijkbaar met het lettertype Haettenschweiler.